# Heinrich Meuffels
Heinrich Meuffels (* 18. April 1927 in Birgden; † 14. Februar 2015 in Geilenkirchen) war ein deutscher Politiker und Parteifunktionär. Von 1966 bis 1990 saß er für die CDU als Abgeordneter im Nordrhein-Westfälischen Landtag.

## Leben
Nach dem Besuch der Volksschule und des Gymnasiums war er von Ende 1943 bis 1945 im Kriegsdienst und anschließend bis Herbst 1945 in britischer Gefangenschaft. Das Abitur machte er 1949. Nach einem Jahr Werkstattarbeit als Schreiner ging er für ein Studium in Katholischer Theologie, Sport, Geographie und Kunst an die Universität Bonn. 1954 legte er die Staatsprüfung für das Lehramt an Realschulen ab.
Seit 1948 war er Mitglied in der CDU. Von 1956 bis 1958 war er stellvertretender Kreisvorsitzender der CDU, in den Jahren von 1965 bis 1985 Vorsitzender der CDU des Kreises Heinsberg. Seit 1985 war er Ehrenvorsitzender der CDU-Kreispartei.
Meuffels war verheiratet und Vater von zehn Kindern.

## Politische Ämter
- 1956 bis 1967 und von 1984 bis 1994 Mitglied des Rates der Stadt Geilenkirchen
- von 1961 bis 1975 Mitglied des Kreistages Geilenkirchen-Heinsberg
- Mitglied des Regiorates Aachen/Maas/Rhein (seit 1980 als stellvertretender Vorsitzender im Vorstand)
- 1966 bis 1990 Abgeordneter des Landtages Nordrhein/Westfalen
- 1970 bis 1980 Obmann für Schule der CDU-Landtagsfraktion
- bis 1985 stellvertretender Vorsitzender des Schul- und Kulturausschusses
- 1970 bis 1990 Mitglied des Sportausschusses des Landtages
- 1985 bis 1990 Mitglied des Präsidiums des Landtages
- 1966 bis 1990 stellvertretendes Mitglied des Landwirtschaftsausschusses
- 1985 bis 1990 Justizausschuss
- 1975 Koordinator der CDU für die Gespräche mit den Vertretern der CDA der Niederlande und der CVP Belgiens
- von 1980 bis 1990 Europabeauftragter der CDE im Landtag NRW
- 1960 bis 1980 Referent im Ländlichen und Sozialen Seminar des Bistums Aachen

## Auszeichnungen
- 1979 Bundesverdienstkreuz am Bande
- 1984 Bundesverdienstkreuz Erster Klasse
- 1990 Europakreuz der Sektion Conféderation Européen des Anciens Combattans für europäische Zusammenarbeit der Kriegsteilnehmer und der Kriegsopfer
- 1992 Euregio-Rosette der Euregio Maas/Rhein
- 1999 Verdienstorden des Landes Nordrhein-Westfalen